# Okretič
Okretič je priimek več oseb:
- Eda Okretič Salmič (*1951), slovenska političarka
- Ivan Okretič (1860 - 1931), slovenski pravnik, sodnik Stola sedmorice
- Radko Okretič (*1953), slikar, ilustrator